# Sergey Vadimovich Stepashin
Sergei Vadimovich Stepashin (tiếng Nga: Серге́й Вади́мович Степа́шин, sinh ngày 2 tháng 3 năm 1952 tại Lữ Thuận Khẩu) là một chính trị gia người Nga, hiện là chủ tịch Phòng Kế toán của Liên bang Nga và cựu Thủ tướng Nga. Ông đã được Tổng thống Boris Yeltsin chỉ định làm Bộ trưởng An ninh Liên bang năm 1994. Ông từ chức khỏi chức vụ này năm 1995 sau cuộc khủng hoảng con tin bệnh viện Budyonnovsk.
Sergei Stepashin tốt nghiệp Trường Chính trị Cao cấp của Bộ Nội vụ Liên Xô (1973), năm 1981 - từ Viện hàn lâm Chính trị và Quân sự, năm 2002 - từ Viện Hàn lâm Tài chính thuộc Chính phủ Liên bang Nga. Ông là Tiến sĩ luật, Giáo sư, và là Cố vấn Nhà nước về Pháp lý của Liên bang Nga. Cấp bậc trong quân đội của ông là Đại tá .
Ông là Bộ trưởng Tư pháp, từ năm 1997 đến tháng 3 năm 1998, và  Bộ trưởng Nội vụ, giữ chức này từ tháng 3 năm 1998 đến tháng 5 năm 1999, khi ông được chỉ định và được nghị viện thông qua vào chức Thủ tướng. Yeltsin đã hầu như công khai khi chỉ định ông vào ghế thủ tướng rằng Stepashin chỉ tạm thời giữ chức vụ này, và ông bị thay thế vào tháng 8 năm 1999 bởi tổng thống tương lai Vladimir Putin.
Thái độ của Stepashin về cuộc xung đột Chechnya khác biệt hoàn toàn so với Vladimir Putin. Ví dụ, Stepashin đã gửi cho các lãnh đạo chế độ đối lập tại Chechnya những khẩu súng lục làm quà tặng, ca ngợi những hành động của những kẻ cực đoan tôn giáo đã chiếm nhiều ngôi làng ở Dagestan, và đã công khai tuyên bố: "Chúng ta có thể chịu đựng việc để mất Dagestan!".
Sau khi ông từ chức Thủ tướng, Stepashin gia nhập đảng chính trị Yabloko để tham gia cuộc bầu cử nghị viện Nga năm 1999 và được bầu vào Duma, hạ viện Nga. Sau đó ông từ chức trong nghị viện và trở thành lãnh đạo Phòng Kế toán Liên bang Nga, cơ quan kiểm toán liên bang. Ông giữ chức vụ này tới hiện nay.
Boris Yeltsin đã nói năm 2005 rằng ông đã xem xét việc đưa Sergei Stepashin làm người kế nhiệm nhưng không hài lòng với việc ông thiếu nhiệt tình với cuộc Chiến tranh Chechenya. 